# Oleksandr Sorokalet
Oleksandr Sorokalet, meglio noto come Aleksandr Sorokalet da cittadino sovietico (Vorošilovgrad, 16 aprile 1957 – Rostov sul Don, 6 novembre 2009), è stato un calciatore ucraino, fino al 1991 sovietico, di ruolo difensore.
Vantava 10 presenze e 1 gol in Coppa UEFA e 4 incontri di Coppa dei Campioni.

## Palmarès

### Club

#### Competizioni nazionali
- Campionato sovietico: 3

Dinamo Kiev: 1980, 1981
Dnepr: 1988
- Superkubok SSSR: 2

Dinamo Kiev: 1980
Dnepr: 1988
- Kubok SSSR: 2

Dinamo Kiev: 1982
Dnepr: 1988-1989
- Kubok Federacii SSSR: 2

Dnepr: 1986, 1989